# Сахаров, Дмитрий Иванович
Дми́трий Ива́нович Са́харов (19 февраля [3 марта] 1889, Москва — 15 декабря 1961, Москва) — русский и советский физик, известный в Москве преподаватель физики, популяризатор физических знаний.
«Физиком меня сделал папа, а то бог знает куда бы меня занесло!» — неоднократно повторял его сын, академик А. Д. Сахаров. После смерти Дмитрия Ивановича оба его сына, Андрей и Георгий, которые чрезвычайно любили и уважали отца, старались продолжить его дело. В годы, когда имя опального Андрея Сахарова замалчивалось или всячески очернялось, стало предаваться забвению и имя его отца. Книги Д. И. Сахарова перестали переиздавать, его имя не упоминалось в связи с рассмотрением истории отечественной методики преподавания физики. Дмитрий Сахаров не был узким специалистом, для которого существовала только одна физика. Он хорошо знал литературу, искусство, особенно глубоко любил музыку. Обладая абсолютным слухом, он, проучившись некоторое время в Музыкально-педагогическом училище имени Е. и М. Гнесиных, не стал профессиональным музыкантом, но много и охотно играл «для себя», для друзей, в годы гражданской войны он зарабатывал на жизнь, музицируя в кинематографе. Любимыми композиторами были Бетховен, Бах, Моцарт, Шопен, Григ, Скрябин («Д. И. Сахаров. 1889—1961. Биобиблиографический указатель»).
Был женат с 1/14 июля 1918 г. на потомственной дворянке Екатерине Алексеевне Софиано.

## Биография
Родился в Москве 19 февраля (3 марта) 1889 года в семье присяжного поверенного Ивана Николаевича Сахарова. Дмитрий Иванович был четвёртым ребёнком в семье. Всего в семье было шестеро детей. В 1907 окончил с серебряной медалью одну из лучших в Москве гимназий (7-ю московскую гимназию в память Императора Александра III) и поступил на медицинский факультет Московского университета, но в 1908 перевёлся на математическое отделение физико-математического факультета Московского университета по специальности «физическая география».
В марте 1911 года Дмитрий Иванович Сахаров был исключён из университета за участие в студенческих сходках, но в мае восстановлен, и весной 1912 окончил обучение с дипломом I степени.
В этом же году поступил в Педагогический институт им. Шелапутина, основанный в 1911 году на средства промышленника и известного мецената Павла Григорьевича Шелапутина специально для подготовки выпускников университетов к педагогической деятельности. В 1914 году окончил обучение, а после начала Первой мировой войны отправился служить в действующую армию санитаром, где служил по август 1915 года.
Преподавать начал в 1912 году в женской гимназии Е. Н. Дюлу: преподавал математику. Физику начал преподавать с 1917 в гимназии П. Н. Поповой, с 1921 — в Коммунистическом университете им. Я. М. Свердлова (до 1931), с 1925 г. — в Московской горной академии. В 1925 вышла первая книга Д. И. Сахарова («Борьба за свет. Как развивалась и чего достигла техника освещения»). В годы Великой Отечественной войны, оставшись в Москве, преподавал в МГПИ. В 1942 Дмитрию Ивановичу Сахарову была присвоена учёная степень кандидата педагогических наук по специальности «физика» (тема диссертации «Сборник задач по физике для пединститутов»). С 1948 года по приглашению своего учителя Н. В. Кашина преподает в Московском горном институте (сегодня — Горный институт НИТУ «МИСиС»). В 1956 году ВАК Министерства высшего образования СССР поддержало коллективное ходатайство преподавателей МОПИ и Учёного совета МГПИ о присуждении доценту, кандидату педагогических наук Д. И. Сахарову степени доктора педагогических наук «без защиты диссертации, по общей совокупности его научно-методических работ, оказывающих значительное влияние на развитие советской методики физики».
Скончался в ночь на 15 декабря 1961 года. 17 декабря Дмитрий Иванович был похоронен на Введенском кладбище в Москве, в одной могиле с его матерью.

## Вклад в методику преподавания физики
Талантливость в постановке физических вопросов и оригинальность в их решении с особым блеском проявились в созданном Д. И. Сахаровым «Сборнике задач по физике» для педагогических вузов, выдержавшем двенадцать изданий и приобретавшем с каждым новым изданием всё большую популярность.
Задачник заполнил серьёзный пробел в учебной литературе того времени и сразу получил самую высокую оценку педагогической общественности. М. И. Блудов считал, что «как по богатству материала, так и по качеству собранных в нём задач и их анализу — это единственный в своем роде задачник на русском языке и может быть использован в любом вузе, где изучается физика». А рецензентами выступили известные ученые-физики и методисты: академик М. А. Леонтович, профессора Н. В. Кашин, Н. Н. Малов и др. Помещённые в этом издании задачи отличаются глубиной постановки вопросов, заставляют студентов проводить самостоятельные исследования и расширяют их кругозор. В ряде случаев они показывают неприменимость трафаретного подхода к изучаемому явлению, заставляют задуматься над сложными физическими связями. При подготовке каждого нового издания Дмитрий Иванович тщательно его пересматривал и перерабатывал, дополняя новыми задачами.
«Сборник задач по физике» Д. И. Сахарова оказал влияние на подготовку нескольких поколений преподавателей физики в стране. Многие появившиеся в последующие годы сборники задач по физике созданы под явным влиянием этой книги. В 2003 году сотрудники кафедры общей и экспериментальной физики МГПИ выпустили новое, 13-е издание «Сборника задач по физике».
Д. И. Сахаров также являлся одним из авторов «Элементарного учебника физики» в 3-х томах под редакцией академика Г. С. Ландсберга (14-е издание, 2015).
Д. И. Сахаров успешно разрабатывал наиболее сложные проблемы методики преподавания физики. В многочисленных статьях в журнале «Физика в школе» он подвергал тонкому анализу многие традиционные трактовки программных тем, вскрывая их неполноту, неточность, а иногда и ошибочность, устанавливая новые, научные подходы к объяснению и изложению тех или иных вопросов курса физики как в средней школе, так и в вузе. Заслугой Дмитрия Ивановича является устранение имевшейся в школьном курсе путаницы в вопросах о центробежной и центростремительной силах, о силах инерции, о введении в школьную практику понятия о внутренней энергии, о совершенствовании других центральных тем курса.

## Издания
- «Сборник задач по физике»